# كلورميفوس
كلورميفوس (بالإنجليزية: Chlormephos)‏ ( الصيغة الكيميائية : C 5 H 12 ClO 2 PS 2 )، هو مبيد حشري عضوي الفوسفات. وزنه الجزيئي 234.70 جرام/مول. درجة غليانه تتراوح ما بين 81-85 درجة سيليزية.لديه القابلية للذوبان في الماء.تم تصنيفه كمادة شديدة الخطورة في الولايات المتحدة على النحو المحدد في القسم 302 من قانون التخطيط للطوارئ وحق المجتمع في المعرفة بالولايات المتحدة (42 USC 11002) . 
يُظهر الكلوروميفوس آثاره السامة عن طريق تثبيط إنزيم أستيل كولينستراز ، وهذه هي نفس آلية عمل الأسلحة الكيميائية سيئة السمعة والمعروفة باسم عوامل الأعصاب من السلسلة V.